# Musikproduktion Dabringhaus Und Grimm
MD&G o Musikproduktion Dabringhaus und Grimm è un'etichetta discografica tedesca con sede a Detmold ed amministrata dagli ingegneri del suono e produttori discografici Werner Dabringhaus e Reimund Grimm. Soprattutto è nota per le sue prime registrazioni di molte opere tedesche sconosciute, come le sonate e altre opere da camera di Paul Hindemith.